# Hyperasischer Krieg
Der Hyperasische Krieg war ein Krieg in den 330er Jahren v. Chr. zwischen Pellene und vermutlich Aigeira, dem früheren Hyperasia.
Vielleicht waren noch mehrere Städte des  Achaischen Bundes an dem Konflikt beteiligt. Der Name des Krieges wird von Dikaiarch erwähnt, der auch die Teilnahme des Chairon von Pellene vermerkt. Im Kontext des Krieges könnte sich Chairon zum Tyrannen der Stadt aufgeschwungen haben. Der Name des Krieges geht offenbar auf Hyperasios von Pellene zurück, welcher in den Argonautica des Apollonios Rhodios genannt wird.